# Ghetto Revolution
Ghetto Revolution – siedemnasty album studyjny Sizzli, jamajskiego wykonawcy muzyki reggae i dancehall.
Płyta została wydana 24 września 2002 roku przez londyńską wytwórnię Greensleeves Records. Produkcją nagrań zajął się Phillip "Fatis" Burrell. Trzon grupy akompaniującej Sizzli stanowili muzycy riddim bandu The Fire House Crew. 
19 października 2002 roku album osiągnął 6. miejsce w cotygodniowym zestawieniu najlepszych albumów reggae magazynu Billboard (ogółem był notowany na liście przez 5 tygodni).

## Lista utworów
1. "Ghetto Revolution"
2. "Jah Will Be There"
3. "That's Why"
4. "The Truth Is Revealing"
5. "Don't Say"
6. "Just Fine"
7. "Don't Waste Time"
8. "I Want You"
9. "Love the Little Children"
10. "Have You"
11. "Live It Up"
12. "Won't Stop"
13. "So Serious"

## Twórcy

### Muzycy
- Sizzla – wokal
- Earl "Chinna" Smith – gitara
- Donald "Bassie" Dennis – gitara basowa, perkusja, instrumenty klawiszowe
- Christopher Meredith – gitara basowa, instrumenty klawiszowe
- Robbie Shakespeare – gitara basowa
- Sly Dunbar – perkusja
- Robert Lyn – instrumenty klawiszowe
- Dean Fraser – saksofon

### Personel
- Delano "Baddable" McLaughlin – inżynier dźwięku
- Courtney McLauglin – inżynier dźwięku, miks
- Garfield McDonald – inżynier dźwięku, miks
- Robert Murphy – inżynier dźwięku, miks
- Paul Daley – miks
- Kevin Metcalfe – mastering
- Tony McDermott – projekt okładki
- Kofi Allen – zdjęcia